# Православни крст
Православни крст или руски православни крст (☦), је хришћански крст и важан симбол православне и руске културе.
Карактеристика је присуство косе линије у односу на главну вертикалну (доле), поред двије горње хоризонталне у односу на главну вертикалну: горње и средње (главне). Према Новом Завету, при распећу Христа на крсту је прикован знак на три језика (грчком, латинском и хебрејском) са натписом „Исус Назарећанин, цар јудејски“. Под ногама Христа била је прикована пречка, али савијена на једну страну. Постоје тврдње да та пречка под ногама има своју симболику, разлог зашто је десна (наша лева) страна уздигнута, а лева (наша десна) спуштена. Наиме, ради се о јеванђељској тврдњи да се десни разбојник покајао и спасао (тј. отишао у Рај, горе), а леви није и отишао је у Хад (пакао, доле).

## Галерија
- Православни крст (Свидњик, Словачка)
- Метални православни крст, карактеристичан за старообреднике
- Споменик Ћирилу и Методију у Ханти-Мансијск у Русији
- Православни крст (Днипро)
- Грб Херсонске губерније (1878)
- Уопштени православни крст
- Српски православни крст
- Уопштени византијски крст (крсташки-острошки крст)
- Српско-византијски православни крст
- Уопштени хришћански крст